# 이당 (1758년)
이당(李溏, 1758년 ~ 1819년)은 조선시대의 무신으로 삼도수군통제사 등을 역임하고 어영대장(御營大將)을 지냈다.

## 생애
조선 후기 무신으로 본관은 전주, 휘는 당(溏), 덕흥대원군의 9대손이며, 도승지(都承旨) 이형규(李亨逵) 3남으로 무인(戊寅) 1758년(영조 34) 9월 20일생으로 탄생하였다.
부인은 승지(承旨) 대구인(大邱人) 서유원(徐有元)의 딸로 정부인(貞夫人) 서씨(徐氏)이다.
별천(別薦) 무과력(武科歷)으로 권무군관(勸武軍官)을 거쳐 1783년(정조 7) 내승(內乘), 부사정(副司正)을 역임하였다.
1784년(정조 8) 부사과 겸 내승(副司果 兼 內乘), 선전관(宣傳官), 도총경력(都摠經歷), 훈련부정(訓鍊副正), 상원군수(祥原郡守)을 역임하고, 다시 1786년(정조 10) 선전관(宣傳官), 훈련부정(訓鍊副正)을 거쳐 훈련정(訓鍊正), 경기중군(京畿中軍)에 제수되었다.
1791년(정조 15) 부호군(副護軍), 선전관 겸 내승(宣傳官 兼 內乘) 등 역임하고, 1792년(정조 16) 부산첨사(釜山僉使), 1793년(정조 17) 선기장(善騎將), 부호군(副護軍), 어영청 천총(御營廳 千摠), 첨지(僉知), 부녕부사(富寧府事), 상토첨사(上土僉使) 등 거쳐 다시 1794년(정조 18) 선기장(善騎將)에 제수되었다.
이해 첨지중추부사(僉知中樞府事)를 거쳐 1795년(정조 19) 삼화부사(三和府使), 1797년(정조 21) 동부승지(同副承旨), 첨지(僉知), 1798년(정조 22) 별군직(別軍職), 첨지(僉知), 선전관(宣傳官), 전라우도수군절도사(全羅右道水軍節度使), 동부승지(同副承旨), 우부승지(右副承旨) 등 역임하였다.
1799년(정조 23) 내승(內乘), 정주목사(定州牧使)에 제수되었다.
1800년(순조 즉위) 8월 18일 충청도수군절도사(忠淸道水軍節度使), 1804년(순조 4) 11월 2일 삼도통어사(三道統禦使), 1806년(순조 6) 4월 1일 삼도통제사(三道統制使)에 제수되었다.
1807년(순조 7) 11월 14일 총융사(摠戎使) 역임하고, 1808년(순조 8) 1월 4일 좌포도대장(左捕盜大將)에 제수되었다.
1808년 순조는 전 통제사 이당에게 거북선에 대해 묻고 이당이 대답하기를 ‘통영의 수군에 아직 거북선이 있으며 천여 명을 수용할 수 있고 노 없이 떠다닐 때는 마치 거북이 떠있는 듯한 모습이며 입과 코에서 연기가 나오는데 아직도 왜인들이 이를 보면 사람 잡는 기계라며 놀란다’고 보고하였다.
1809년(순조 9) 9월 12일 다시 총융사(摠戎使)되었다.
1810년(순조 10) 6월 24일 우포도대장(右捕盜大將), 1811년(순조 11) 5월 13일 어영대장(御營大將)을 거쳐 이해 12월 24일 좌포도대장(左捕盜大將)이 되었다.
1812년(순조 12) 2월 21일 동지의금부사(同知義禁府事), 1813년(순조 13) 9월 2일 좌포도대장(左捕盜大將), 1815년(순조 15) 6월 12일 우포도대장(右捕盜大將), 1818년(순조 18) 6월 10일 훈련도정(訓鍊都正), 어영대장(御營大將)으로 있다가 기묘(己卯) 1819년(순조 19) 6월 16일로 향년 62세로 사망하였다.

## 저서
- 남양주시 별내면 청학리 - 충정공 증 좌찬성 이홍술(李弘述) 신도비 => 현손 어영대장 가선대부 공조참판 겸 동지의금부사 오위도총부부총관 당 삼가 전액함.

## 가족 관계
- 아버지 : 도승지(都承旨) 이형규(李亨逵, 1733년 - 1789년)
- 어머니 : 숙부인 박씨(淑夫人 朴氏, 1729년 - 1787년), 함양인(咸陽人) 좌랑(左郞) 박명양(朴鳴陽)의 딸.
- 부인 : 정부인 서씨(貞夫人 徐氏, 1758년 - 1839년), 대구인(大邱人) 승지(承旨) 서유원(徐有元)의 딸.
  - 장남 : 이운식(李雲植, 1777년 - 1795년)
  - 차남 : 이윤식(李允植, 1793년 - 1858년)
  - 3남 : 이긍식(李肯植, 생몰년 미상)
  - 장녀 : 전주인(全州人) 류민근(柳民根)의 부인
  - 차녀 : 경주인(慶州人) 김유희(金有喜)의 부인
  - 3녀 : 파평인(坡平人) 윤재대(尹在大)의 부인
  - 4녀 : 안동인(安東人, 신·구 불명) 김용근(金龍根)의 부인
  - 5녀 : 안동인(安東人, 신·구 불명) 김옥근(金沃根)의 부인
- 형 : 이방(李汸, 1753년 - 1819년), 백부 선전관 이형덕(李亨德, 1721년 - 1746년)에게 출계.
- 형 : 이황(李潢, 1755년 - 1838년)

## 같이 보기
- 거북선

| 전임 류효원 | 제154대 삼도수군통제사 1806년 5월 - 1807년 12월 | 후임 신대영 |